# Zellerndorf (Herrschaft)
Die Herrschaft Zellerndorf war eine Grundherrschaft im Viertel unter dem Manhartsberg im Erzherzogtum Österreich unter der Enns, dem heutigen Niederösterreich.

## Ausdehnung
Die Herrschaft umfasste zuletzt die Ortsobrigkeit über Zellerndorf und verfügte über behauste Untertanen in Pulkau, Obernalb, Altstadt-Retz, Patzmannsdorf, Patzenthal, Mittergrub, Roseldorf im Thale, Ringendorf und Oberhollabrunn. Der Sitz der Verwaltung befand sich im Pfarrhof Zellerndorf.

## Geschichte
Der letzte Inhaber der Stiftsherrschaft war Sigismund Schultes, der die Herrschaft in den Reformen 1848/1849 auflöste.